# Pacajus (ort)
Pacajus är en ort i Brasilien.   Den ligger i kommunen Pacajus och delstaten Ceará, i den östra delen av landet, 1 700 km nordost om huvudstaden Brasília. Pacajus ligger 80 meter över havet och antalet invånare är 41 558.
Terrängen runt Pacajus är platt. Närmaste större samhälle är Horizonte, 8,4 km norr om Pacajus.
Omgivningarna runt Pacajus är huvudsakligen savann. Runt Pacajus är det ganska tätbefolkat, med 67 invånare per kvadratkilometer.